# فرید علی (بازیکن فوتبال)
فرید علی (اوکراینی: Фарід Ахметович Алі؛ زادهٔ ۱۱ فوریهٔ ۱۹۹۲) بازیکن فوتبال اهل اوکراین است.
از باشگاه‌هایی که در آن بازی کرده‌است می‌توان به باشگاه فوتبال آرسنال کی‌یف و باشگاه فوتبال متالورگ زاپروژیا اشاره کرد.